# Traditionelle Führer der Herero
Die Traditionellen Führer der Herero (englisch Traditional Leaders) sind die gesellschaftlichen Oberhäupter der Herero und seiner zugeordneten Volksgruppen wie zum Beispiel Himba im heutigen Namibia. Die Führer der Herero hatten in der Geschichte Namibias eine maßgebliche Rolle, insbesondere während der Besatzung durch Deutsch-Südwestafrika, später waren sie auch Führer des Homelands Hereroland von Südwestafrika.

## Rechtliche Grundlage
Gemäß der Verfassung Namibias von 1990 wird den traditionellen Führern, Stammes- und Sippenhäuptern, als auch traditionell ermittelten oder demokratisch gewählten Führern, ein fester Platz im politischen System Namibias eingeräumt. Damit wird der multikulturellen und vielschichtigen Gesellschaft des Landes Rechnung getragen.
Die Verfassung sieht für die traditionellen Führer den Titel Chief (zu deutsch Chef, Häuptling) und Senior Headman (Ältester Führer) vor. Der traditionelle Titel, bei den Herero stets Ombara, kann als Zusatz getragen werden.

## Kakurukouje (Veripaka)
Kakurukouje, auch Veripaka, ist ein Clan der Herero mit Sitz in Etanga. Dieser gilt als einer der ältesten im Land und ist auch als Königreich Oherero bekannt.
- Kuvare; um 1510–1560
- Rupembo roNdjai; um 1560–1600
- Njosejambangu, * vor 1600 † 1710 (?); wohl bis 1710 (?)
- Tjikurundjimbi (Tjambiru)
- Uomaoko Tjambiru
- Kakurukouje (Kasupi ka Mbepera)
- Veripaka Tjambiru,† 1970; –1970
- Vetamuna Nguruua Tjambiru,† 1993; 1970–1993

- Ukoruavi Tjambiru,† 2004; 1993–2004
- Vemuui Tjambiru; seit 2005 (anerkannt 2008)

## Kambazembi Royal House
Kambazembi Royal House ist ein Clan der Herero mit Sitz in Onguatjindu (Okakarara). Sie spielten eine wichtige Rolle im Aufstand der Herero und Nama.

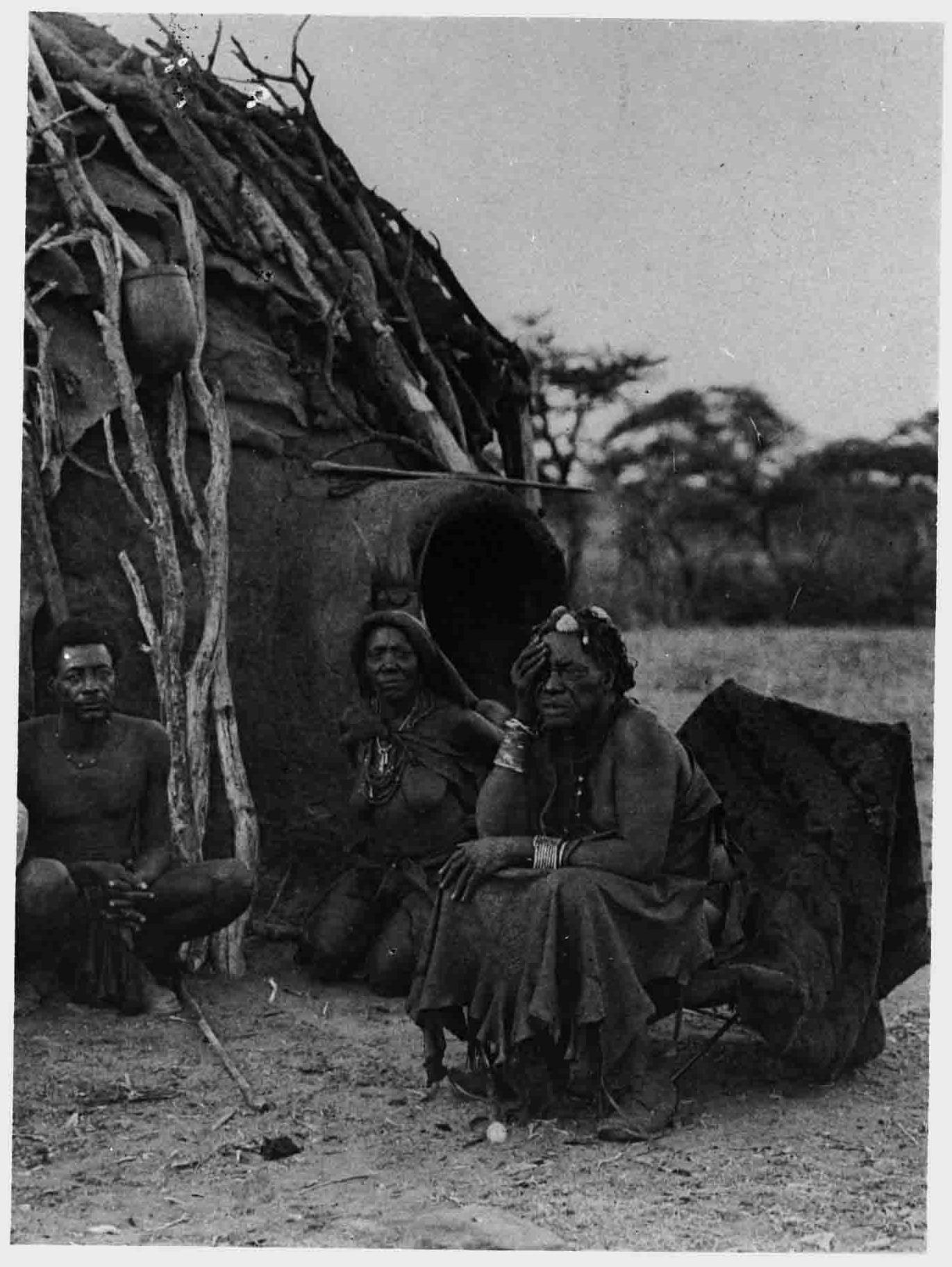
Kambazembi wa Kangombe (1870er)

- Kambazembi wa Kangombe, † 1903; etwa 1860–1903
- David Kambazembi; 1903–1904
- Salatiel Kambazembi; 1903–1941
- Josephat Kambazembi; 1941–1960
- David Kaunjunjua
- Tuhavi David Kambazembi, * 1932 † 2006; 1989–2006
- Uaakutjo Kambazembi * 1968 † 23. Juli 2014[2]; 2007[3]–23. Juli 2014
- Sam Kambazembi; seit 15. November 2014

## Ovaherero
Die Ovaherero bilden einen in zwei Zweige gespaltenen Clan der Herero mit Sitz in Otjinene. Die genaue Zugehörigkeit der Oberhäupter ist nicht geklärt, zumal es neben der Tatsache, dass jeder Zweig einen eigenen Anführer hat, Streitigkeiten über einen gemeinsamen Vorsitzenden gibt.

### Gemeinsame Führer
Das gemeinsame Oberhaupt aller Herero (Paramount Chief of the OvaHerero) wird von der namibischen Regierung offiziell nicht anerkannt. Sie haben ihren Hauptsitz in Okahandja (bis etwa 2016 in Aminuis).

Hosea Kutako (Statue)
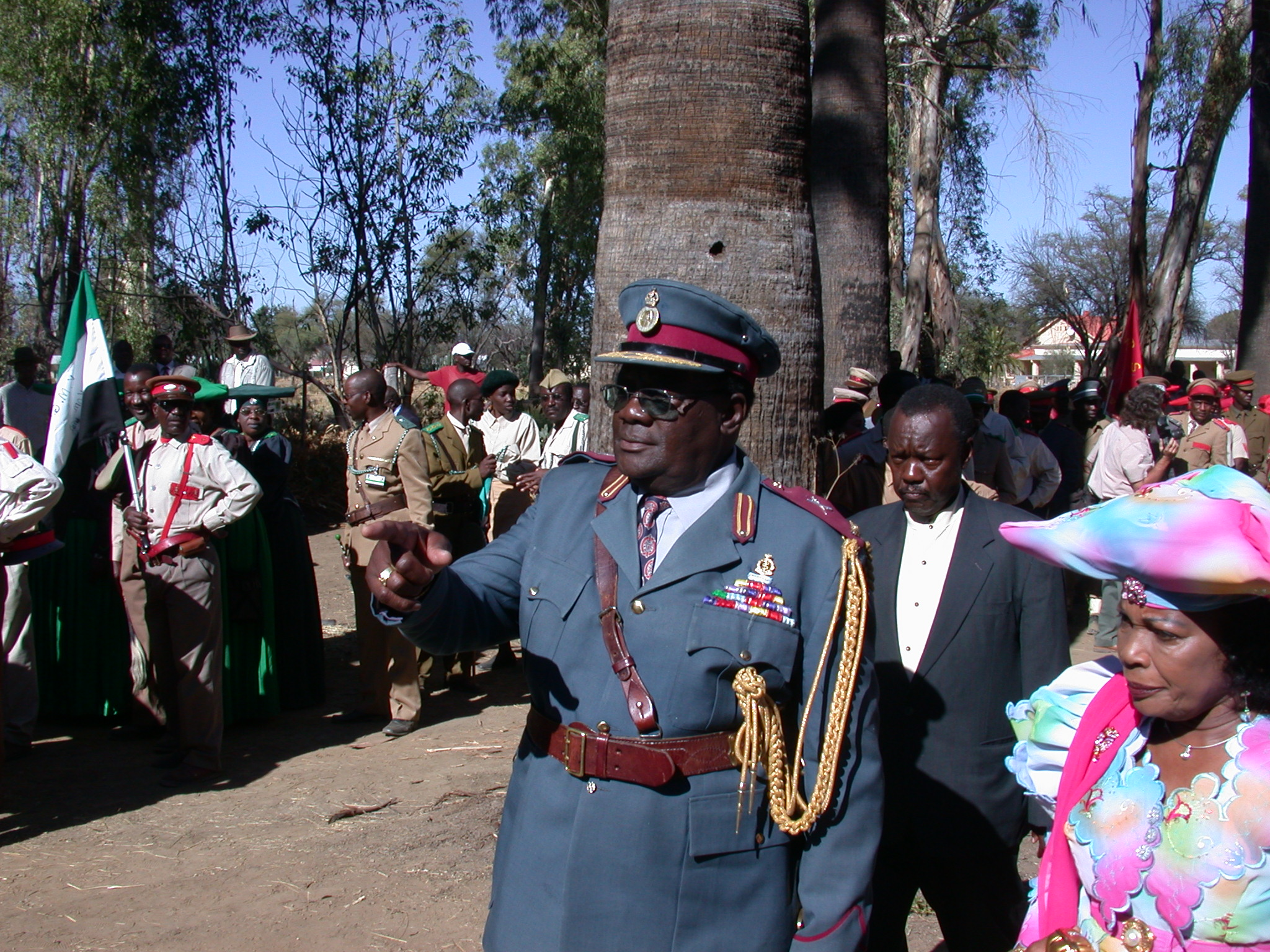
Kuaima Riruako am Hererotag (2006)

- Hosea Kutako, * 1874 † 1970; 1925–1970
- Clemens Mutuurunge Kapuuo, * 1923 † 1978; 1970–1978[6]
- Kuaima Riruako, * 1935 † 2. Juni 2014; 1978–2014 (auch Paramount Chief aller Herero)
- vakant; 2. Juni 2014 bis 14. Juli 2014
- Fanuel Tumbee Tjombe † 31. Juli 2014; amtierender Chief vom 14. Juli bis 31. Juli 2014[7]
- vakant; 1. August 2014 bis 21. September 2014
- Vekuii Rukoro * 11. November 1954 † 18. Juni 2021; 22. September 2014–2021, am 2. Mai 2015 gekrönt; von den meisten Hereroführern nicht akzeptiert[8]

- Moses Maharero (in Botswana), seit 2012

- Mutjinde Katjiua, seit 5. März 2022 (von Boas Tjingaete nicht anerkannt)[9]
- Vipua Kapuuo, seit 2021 (nicht anerkannt)[10]
- Hoze Riruako, seit 5. Februar 2023 (nicht von allen Fraktionen anerkannt); gekrönt am 16. Juli 2023

### Maharero und Tjamuaha
Das Maharero und Tjamuaha/OtjikaTjamuaha sind auch als Rote Flagge (Red Flag) bekannt.

#### Maharero Royal House

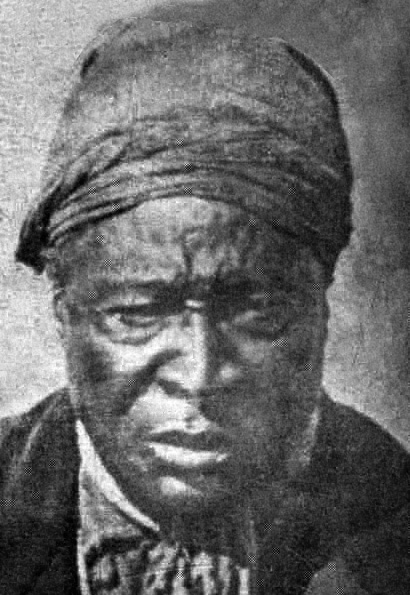
Maharero
Die Brüder Julius Maharero (links) und Samuel Maharero (rechts)

- Kengeza; vor 1750
- Tjituka; vor 1750
- Mbunga; vor 1750
- Mutjise ua Mbunga; um 1750
- Tjirue ua Mutjise; nach 1750
- Mukuejuva; vor 1800
- Mbondo; vor 1810
- Peraa; vor 1810
- Ndomo; vor 1820
- Tjamuaha ua Tjirue, * etwa 1790 † 1859 (oder 1861?); 1842–1859 (oder 1861?)
- Maharero ua Tjamuaha, * 1820 † 1890; 1861–1890
- Samuel Katjiikumbua Maharero, * 1856 † 1923; 1890–1915 (im Exil bis 1923)
- Frederick Maharero, * 1875 † 1952; 1923–1924 (im Exil bis 1952)
- Traugott Maharero; 1908–1945
- Eduard Maripeuani Maharero; 1945–1969
- Alfons Kaihepovazandu Maharero; * 1938 † 2012[11]; 1970–2012
- Tjinani Maharero (Tjinaani Maharero); seit 2012[12]

#### Tjamuaha Royal House/OtjikaTjamuaha
- Tjihahu; vor 1830
- Tjoro; vor 1840
- Samuel Aron Mungunda; um 1840
- Katjari; um 1844
- Oove ua Muhoko Kahitjene; etwa 1840–1851
- Kangombe; vor 1860
- Daniel Kariko; etwa 1890–1896
- Tjaherani; etwa 1860–1876
- Riarua; etwa 1870–1889
- Assa Riarua * 1848, † nach 1904; 1890–etwa 1904

#### Zeraeua Royal House (auchZeraua)
Das königliche Haus hat seinen Sitz in Omaruru und die Zeraeua sind auch als Weiße Flagge (White Flag) bekannt.

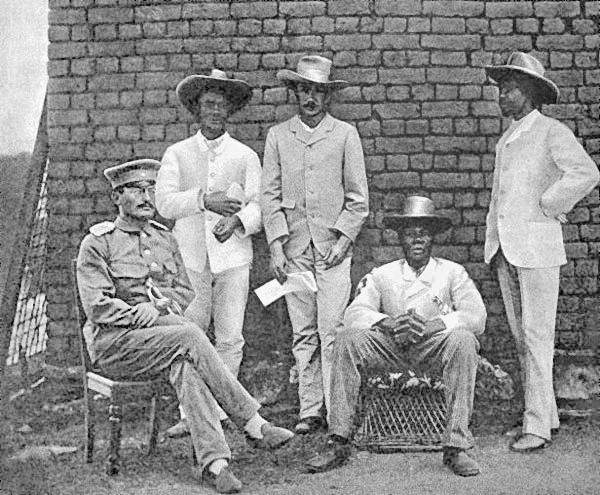
Zacharias Zeraeua (2. v.l.), Manasse Tyiseseta (4. v.l.)

- Christian Wilhelm Zeraeua (auch Christian Wilhelm Zeraua); etwa 1860–1876
- Manasse Tyiseseta; 1884–1898
- Michael Tyiseseta, * 1872 † 1924; 1898–1904
- Zacharias Zeraeua (auch Zacharias Zeraua); 1876–1904
- Christian Eerike Zeraeua (auch Christian Eerike Zeraua); † 2012; 1997–2012
- Manasse Meundju Christian Zeraeua (auch Manasse Zeraua); de facto 25. Juni 2012–24. Januar 2014[13], im Nachhinein als ungültig erklärt[14] und am 15. September 2019 schlussendlich gekrönt[15]

## Ovahimba und Ovatjimba
Ovahimba
- Muhona Katiti; etwa 1910–1931
- Karuvapa; 1931–

Ovatjimba
- Kasupi; etwa 1900–1923
- Kahewa-Nawa; 1923–1935
- kein Nachfolger

### Kapika
Kapika, auch Ombuku, ist ein Clan der Himba mit Sitz in Epupa.
- Munjomuhoro Kapika, † 1982 (1983?); –1982 (1983?)
- Hikuminue Kapika, * 1933 oder 1934; seit 1982 (1983?) de facto, offiziell seit 2016, 2018 aberkannt[16]
- Mutaambanda Kapika; seit 2014 (durch Eigenerklärung; umstritten)
- Hikuminue Kapika; seit 2020 bestätigt[17]

### Otjikaoko
Otjikaoko (auch Mireti) ist ein Clan der Herero, vor allem der Himba mit Sitz in Opuwo. Sie gelten als eine der ältesten Gruppen im Norden des Landes.
- Kaoko
- Tjavara
- Nambi
- Ndajara
- Kaupangua
- Mureti
- Rutjindo
- Nguezeongo
- Koujeko
- Tjondjou
- Mbuijazo
- Muharukua
- Paulus Tjavara (Paulus Uziruapi Tjavara), *1924 oder 1925 † 2021; 1996–2021
- vakant seit dem 3. August 2021

### Vita (Tom) Royal House
Das Vita Royal House, auch Vita Tom Royal House ist ein Clan der Herero, vor allem der Himba. Der Sitz befindet sich in Opuwo. Sie sind auch als Oorlog bekannt. oVita bedeutet in Otjiherero ebenso wie Oorlog in Afrikaans „Krieg“. Der Nachname wird auch Thom geschrieben.

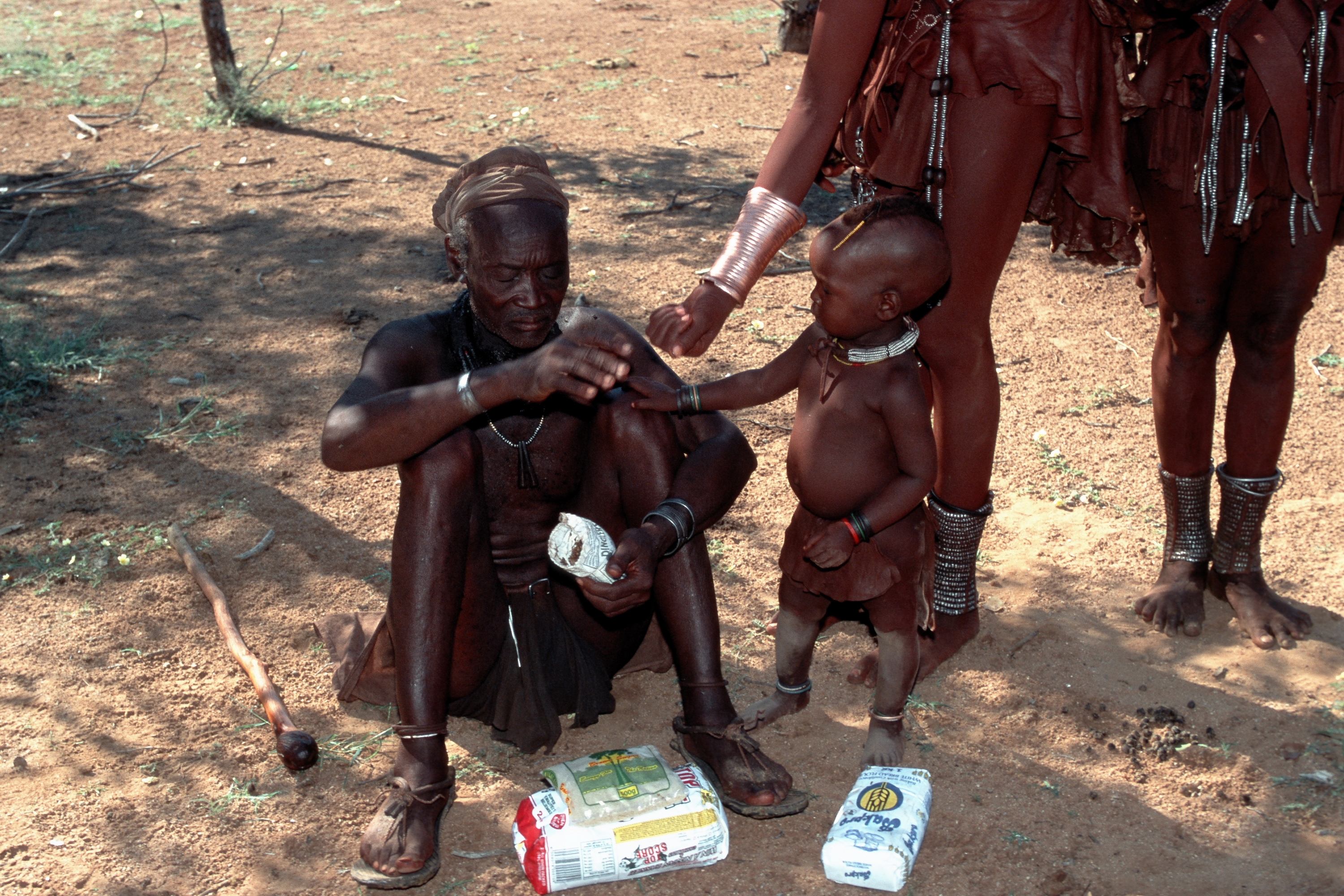
Kapuka John Thom

- Vita Tom; –1937
- Moses Ndjai; 1937–
- Oorlog Harunga Thom
- Johannes Kazonguindi Tom, † 1996; –1996
- Kapuka John Thom, * 1918 † 2009[18]; 1996–2009
- Tjimbware Tom[19] (Tjimbuare Thom)[20]; seit 2009

## Ovambanderu
Die Ovambanderu (Grüne Flagge) sind einer der größten Clans der Herero. Deren Führer tragen den traditionellen Titel Omutize Uotjihavero oder Ombara Onene JovaMbanderu.

Kahimemua Nguvauva
Nikodemus Kavikunua

- Munjuku Nguvauva, † 1880; bis 1880
- Kahimemua Nguvauva, † 11. Juni 1896; 1880–1896
- Kanangati Hoveka; um 1880–1896
- Nikodemus Kavikunua; um 1880–1896
- Nikanor Hoveka; 1896–1951
- Hiatuvao Nguvauva; 1896–Anfang 20. Jahrhundert
- Stephanus Hoveka; 1951–1957
- Gerson Hoveka; 1957–1997
- Sylvanus Hoveka; 1997–?
- Munjuku Nguvauva II.; 1952–2008

Nach dem Tod von Munjuku Nguvauva II. brach ein Nachfolgedisput aus, der sich zwischen seinem ehelichen Sohn Keharanjo und seinem unehelichen Sohn Kilus entwickelte und erst durch Ernennung der Witwe von Munjuku Nguvauva II. zur Königin am 17. Mai 2011 vorläufig beendet werden konnte. Zur Krönung am 13. Juni 2011 gab es wiederum Streitigkeiten über die legitime Nachfolge.
- Keharanjo Nguvauva II., † 2011[22]; 2009–2011[23]
  - Aletha Karikundua Nguvauva; seit 17. Mai 2011[24] (gekrönt 13. Juni 2011)[25]
- Kilus Nguvauva (Kilus Munyuku III. Nguvauva), † 2021; 2009–2021; faktisch ab 2009, offiziell seit 24. November 2014 (wurde am 2. Oktober 2014 offiziell per Urteil zum alleinigen Chief der Ovambanderu ernannt und trat am 24. November 2014 sein Amt an)
- Peter Nguvauva; –2011
- Gerson Katjirua; seit 7. Februar 2011[26]
- Gerson Katjirua; seit 10. Oktober 2015 kommissarisch
- Eben Tjozohongo II. Nguvauva; am 1. April 2022 zum König ernannt; am 26. Januar 2023 offiziell anerkannt[27]

### Omaruru
- Kandji Tjetjo; um 1880–1904
- Traugott Tjetjo; um 1895–1904

### Hoveka
Die traditionelle Behörde der Hoveka wurde 2018 erstmals offizielle anerkannt. Sie befindet sich im Gebiet Eiseb.
- Turimuro Hoveka; seit 24. November 2018